# Armstrong Siddeley Lancaster
La Armstrong Siddeley Lancaster est une automobile produite par le constructeur anglais Armstrong Siddeley de 1945 à 1952. C'était la première berline sportive de l'après-guerre à être faite par la société.
Le châssis de la Lancaster était entièrement neuf et équipé d'une suspension avant indépendante à barres de torsion et pont arrière rigide avec ressorts à lames. Un système de freinage Girling hydro-mécanique actionnait des tambours à commande hydraulique à l'avant et tiges et câbles à l'arrière. Les roues fil sont en option, mais rarement montées.
Au début, la Lancaster avait un moteur six cylindres de 1991 cm³ délivrant 70 cv venant du modèle 16 hp d'avant guerre mais à partir de 1949, la cylindrée passe à 2.309 cm³ par augmentation de l'alésage de 65 à 70 mm. Il y avait un choix de boîtes de vitesses manuelle à quatre rapports synchronisée ou à pré-sélecteur.
La carrosserie quatre porte, six fenêtres est faite de panneaux d'aluminium et d'acier montés sur un cadre en bois par Mulliners de Birmingham. Un toit ouvrant était la norme.

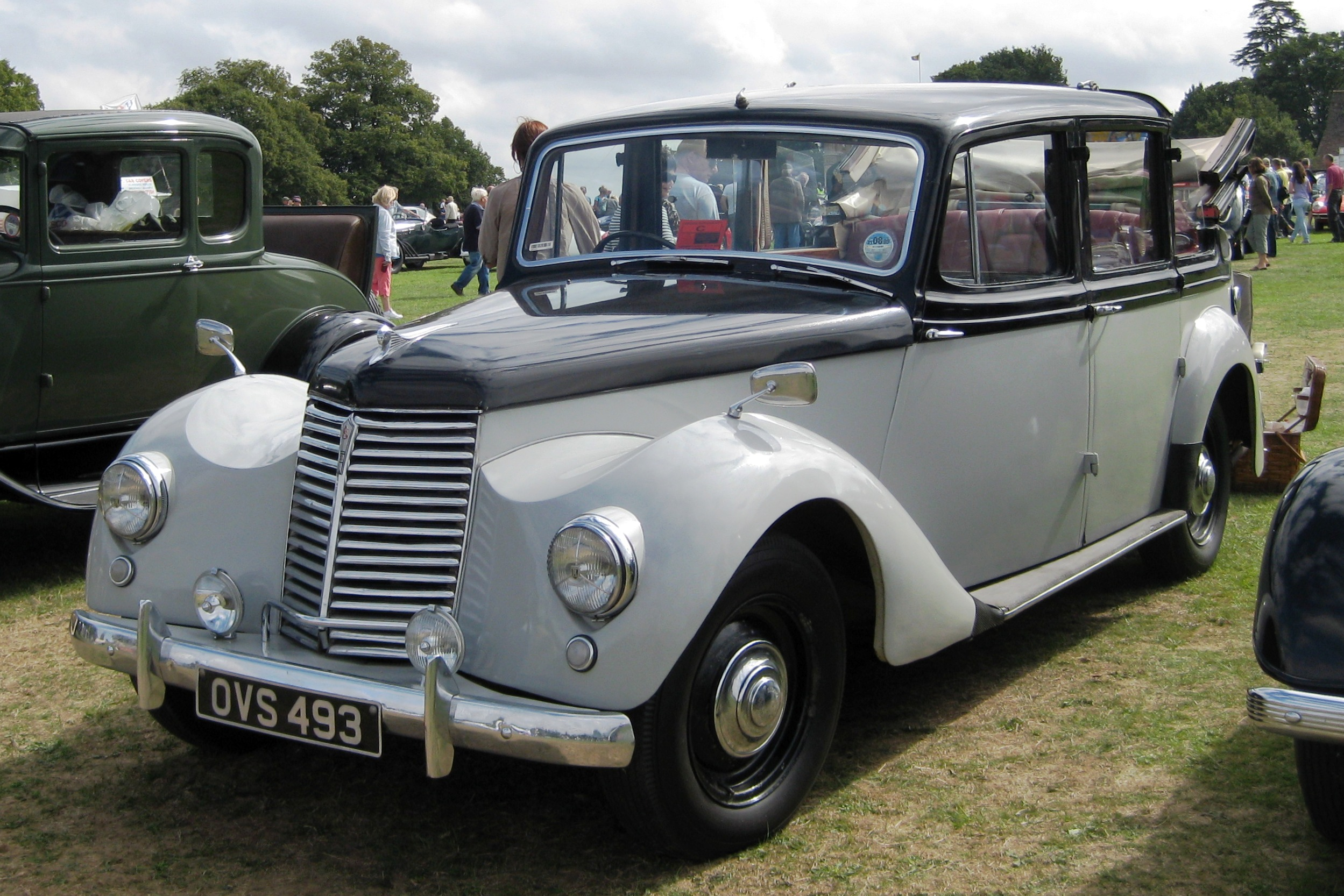
Armstrong Siddeley Lancaster avec carrosserie landaulette pour le gouvernement de Malte